# Micropterix cyaneochrysa
Micropterix cyaneochrysa là một loài bướm đêm thuộc họ Micropterigidae. Nó được Walsingham, Lord Thomas de Grey, mô tả năm 1907. Nó được tìm thấy ở Algérie.